# キャメロン・レイノルズ
キャメロン・レイノルズ（Cameron Reynolds, 1995年2月7日- ）は、アメリカのバスケットボール選手。テキサス州パーランド出身。

## 経歴

### カレッジ
チューレン大学に入学し、2017年、ジュニアシーズンでゲームあたり平均17ポイントと6.8リバウンドを記録し、アメリカンアスレチックカンファレンスの最成長選手に選ばれた 。2年時に試合あたり平均15.1ポイント、6.3リバウンドを記録した。

### NBA

#### ストックトン・キングス (2018–2019)
2018年のNBAドラフトでは指名されなかったが、NBADリーグのストックトン・キングスと契約した。33S試合出場でゲームあたり平均16.0ポイントを獲得した。

#### ミネソタ・ティンバーウルブズ (2019)
2019年2月27日、ミネソタ・ティンバーウルブズと10日間契約を結び、2019年3月3日にNBAデビューを果たし、2分間のプレーで2ポイントを獲得し、ワシントンに121-135で敗れた。2019年3月15日、ティンバーウルブズと複数年契約を結んだが、2019年6月28日に解雇された。

#### ミルウォーキー・バックス/ウィスコンシン・ハード (2019–2020)
2019年7月26日にミルウォーキー・バックスとNBAGリーグのウィスコンシン・ハードの間でと2ウェイ契約を締結したが。バックスでの出場はなかった 。

#### サンアントニオ・スパーズ/オースチン・スパーズ (2021)
2020年12月2日に、サンアントニオ・スパーズのトレーニングキャンプロースターに加わりプレシーズンゲーム1試合に登場したが、12月19日解雇された。最終的に、スパーズのGリーグアフィリエイトであるオースティン・スパーズと契約しし、14試合に出場し、１試合平均29.0分出場で平均16.1ポイント、4.6リバウンド、1.5アシストを記録した。
2021年3月26日、サンアントニオと10日間の契約を結んだ。

### ヨーロッパでのキャリア(2021-)

#### ラクイラ・バスケット・トレント(2021-2022)
2021年7月3日、ユーロカップとレガ・バスケット・セリエAに所属するアクイラ・バスケット・トレントとの契約が発表された。
国内リーグ戦では29試合に出場し、1試合平均29.1分の出場で、14.9得点、4.6リバウンドという、ユーロカップでは15試合に出場し、1試合平均29.5分の出場で13.0得点、4.1リバウンド、1.3アシストという成績を残した。

#### KK・ブドゥチノスト(2022-2023)
2022年7月14日、ABAリーグとユーロカップに所属するKK・ブドゥチノストと2年契約を結んだ。

#### マルーシBC(2024-)
2024年7月21日、GBLとFIBAヨーロッパカップに所属するマルーシBCへの加入が発表された。

## 個人成績

### NBA

#### レギュラーシーズン
| シーズン | チーム | GP | GS | MPG  | FG%  | 3P%  | FT%  | RPG | APG | SPG | BPG | PPG |
| -------- | ------ | -- | -- | ---- | ---- | ---- | ---- | --- | --- | --- | --- | --- |
| 2018–19  | MIN    | 19 | 0  | 13.6 | .423 | .412 | .889 | 1.6 | .7  | .3  | .1  | 5.0 |
| Career   | Career | 19 | 0  | 13.6 | .423 | .412 | .889 | 1.6 | .7  | .3  | .1  | 5.0 |